# Sabier
Die Sabier waren eine im 12./13. Jahrhundert untergegangene Religionsgemeinschaft, die vor allem in der Region um Harran und Sumatar im Südosten der heutigen Türkei und in den benachbarten Gebieten des heutigen Syriens und des Libanons verbreitet war. Der Kult beruhte offenbar auf der Verehrung der Gestirne. Wichtigster Gott war wahrscheinlich der babylonische Mondgott Sin. 
Über den Kult sind nur wenig wirklich verifizierbare Nachrichten überliefert. Sin wurde in Form eines heiligen Steines im Haupttempel in Harran verehrt. Eine Verwandtschaft zu den babylonisch-chaldäischen Gestirnskulten ist zu vermuten. Wann die Kultgemeinschaft entstand, ist nicht geklärt. Der Sin-Kult in Harran bestand jedenfalls schon im 6. Jahrhundert v. Chr., als sich der babylonische König Nabonid zu ihm bekannte. Im 2. Jahrhundert n. Chr. wurde die Mondgottheit anscheinend Marilaha (Götterkönig) genannt und sollte über die Planetengötter gebieten, welche eine Vermittlerrolle zwischen Sin und den Menschen einnehmen. Spätestens jetzt scheint es im Rahmen eines Synkretismus zur Aufnahme von Elementen des griechisch-römischen Polytheismus gekommen zu sein. Bis in das 4. Jahrhundert hinein verehrten die römischen Kaiser in Harran die Mondgöttin Selene. Die Religion konnte sich im Kerngebiet um Harran auch nach der vermutlichen Zerstörung des Haupttempels im Jahr 382 n. Chr. unter Kaiser Theodosius I. und der Erklärung des Christentums zur einzig zugelassenen Religion im Römischen Reich behaupten. Möglich ist, dass es nun zu einer Verbindung mit dem Neuplatonismus kam, da sich nach Ansicht mancher Forscher die beiden heidnischen Philosophen Simplikios und Damaskios um 533 in Harran niedergelassen und dort eine Schule begründet haben könnten. Gesichert ist aber auch dieses nicht.
Den Namen „Sabier“ nahmen die Gläubigen erst an, als sie vom Kalifen al-Ma'mun im 9. Jahrhundert vor die Alternative gestellt wurden, sich entweder zum Islam (oder einer vom Koran tolerierten Buchreligion) zu bekennen oder als Heiden behandelt und bekämpft zu werden. Wie die Mandäer bezeichneten sie sich von nun an als „Sabier“ oder „Sabäer“ – womit vermutlich im Koran die Anhänger täuferischer Gemeinden oder die Anhänger eines sabäisch-jemenitischen Gestirnskultes gemeint waren – da diese laut Koran Sure 2,62 und Sure 5,69 zu dulden seien. Aus dieser Zeit ist u. a. überliefert, dass die Sabier dreimal täglich Gebete verrichteten, monogam lebten, keine Beschneidung kannten, rituelle Waschungen vollzogen und lange Haare trugen.
Von christlichen und muslimischen Autoren wurde verschiedentlich die Behauptung erhoben, dass die Sabier den Teufel anbeteten. Folglich geriet die Glaubensgemeinschaft unter immer stärkeren Druck. Die Reste der Sabier sind im 12./13. Jahrhundert schließlich in der Gemeinschaft der Shamsi-Alawiten aufgegangen.